# Дзендзик (острів, Таманська затока)
Дзе́ндзик (рос. Дзендзик) — невеликий низинний острів за 500 м біля південно-східного краю вершини коси Чушка на північному заході Таманського півострова. Входить до складу Тамансько-Запорозького заказника.

## Опис
Острів розташований біля північного краю входу до Таманської затоки Керченської протоки. Адміністративно острів відноситься до складу Темрюцького району Краснодарського краю Російської Федерації. Між косою та островом розташовані інші дрібні острівці — Безіменний, Оторваний. Розміри острова сягають 200 м у довжину та 100 м у ширину.
Назва острова походить від тюркської мови і означає гачок, що відповідає формі суходолу. За іншою версією назва походить з турецької мови і означає острів.
Острів складається з суміші піску і ракушняку, на якому рясно росте очерет. Серед тварин слід відмітити величезну кількість птахів — чаплі, мартини, баклани; поширені комахи, але відсутні комарі. У прибережних водах водяться риби (бички, піленгас), на мілководді поширені маленькі краби і риби-голки. Іноді у Таманську затоку на годівлю запливають дельфіни.
Постійного населення на Дзендзику немає. Острів є улюбленим місцем відпочинку радіоаматорів. У листопаді 2007 року біля острова сталась екологічна катастрофа через затоплення біля порту «Кавказ» танкера із мазутом та суховантажу з сіркою. Хоча біля коси Чушка забруднення було усунуте, на острові ніхто чисткою не займався.